# Suffolk County (New York)
Suffolk je okres (county) amerického státu New York založený v roce 1683. Správním střediskem je sídlo Riverhead s 34 104 obyvateli v roce 2006.
Počet obyvatel: 1 492 583 (v roce 2016), 1 469 715 (v roce 2006), 1 419 369 (v roce 2000); ženy: 50,8 % (v roce 2016).

## Sousední okresy
- západ – Nassau